# Rose Mylett
Rose Milet, cuyo apellido también ha sido escrito como Mylett y que también era conocida por el alias de “Lizzie Davis”, fue una meretriz que murió el 20 de diciembre de 1888, a los 30 años de edad. La citada supuestamente fue una de las víctimas de los llamados crímenes de Whitechapel, varios de los cuales se han atribuido a un asesino serial nunca plenamente identificado y conocido por el mote de 'Jack el Destripador'.

## Contexto
Según se ha dicho sobre este caso: “…El descubrimiento del cuerpo de otra prostituta, Rose Milet, en Poplar, el 20 de diciembre de 1888, mantuvo en un punto alto la excitación, y proveyó a la prensa de más munición contra la policía. Aunque no se trató de un crimen desgarrador –ni siquiera se sabe a ciencia cierta si realmente se habría tratado de un asesinato, según opiniones contemporáneas– produjo un intenso intercambio de comunicación entre las autoridades…” dado que los crímenes de prostitutas en la zona de Whitechapel, en Londres, se iban acumulando en ese fatídico año de 1888.
El 23 de diciembre de 1888 se abrió en efecto el archivo policial para la investigación del que dio en llamarse “Caso de Poplar”, y a su vez, la encuesta judicial instruida por motivo de ese óbito comenzó el 2 de enero de 1889 y finalizó ese 9 de enero de ese mismo año.
Se pensó que, en vez de un crimen, pudo haberse tratado de un suicidio, pues se descubrió aquel cuerpo colgado por el cuello atado con un pañuelo de la propia víctima.
Varios testigos vieron a Rose Milet prostituyéndose la noche anterior a su deceso, y en la madrugada siguiente la policía encontró su cadáver en Clarke´s Yard, en la calle Poplar de Whitechapel. Según la autopsia, falleció a consecuencia de la sofocación provocada por el estrangulamiento.
Quienes pensaron que fue un homicidio especularon que su asesino la había ahorcado con una gruesa cuerda de embalar, y luego montando la escena y anudando el pañuelo a su cuello, para hacer creer que la mujer se había suicidado.
Al médico forense le extrañó que la fallecida tuviese su boca cerrada con la lengua adentro cuando fue hallada, ya que de ser un ahorcamiento por suicidio, lo usual es que la lengua asomara fuera de los labios debido a la comprensión de la laringe.
Este dato aboga por una muerte ocasionada mediante estrangulación a lazo en torno al cuello, donde se comprimen la carótida y las venas yugulares, lo cual descartaría la hipótesis del suicidio.

## Antecedentes
Rose Milet contaba con treinta años de edad al momento de su muerte el 20 de diciembre de 1888, y no se pone en duda que se dedicaba a la prostitución de forma profesional.
El momento en que ocurrió su asesinato coincidió con el lapso en que sobrevinieron los homicidios cometidos por Jack el Destripador en el este de Londres. Se estima que Jack ya había asesinado a las cinco mujeres a quienes se califica de “víctimas canónicas”, y cuyo período abarca del 31 de agosto de 1888 (homicidio de Mary Ann Nichols) al 9 de noviembre de ese mismo año (asesinato de Mary Jane Kelly).

## Su muerte ¿suicidio o asesinato?
Rose murió, como ya se señalara, el 20 de diciembre de 1888, y las circunstancias que rodearon su asesinato resultaron extrañas y sospechosas.
Según se ha dicho sobre este caso: “…El descubrimiento del cuerpo de otra prostituta, Rose Milet, en Poplar, el 20 de diciembre de 1888, mantuvo en un punto alto la exaltación, y le dio a la prensa más munición contra la policía. Aunque no se trató de un crimen desgarrador –ni siquiera se habría tratado de un asesinato, según opiniones contemporáneas- produjo un intenso intercambio de comunicaciones entre las autoridades…”.
El 23 de diciembre de 1888 se abrió el archivo policial para la investigación del que dio en llamarse “Caso de Poplar”, en atención al nombre de la calle donde se asentaba la finca en cuyo interior ocurrió el fatal evento. A su vez, la encuesta judicial instruida por motivo de ese óbito comenzó el 2 de enero de 1889 y finalizó ese 9 de enero de ese mismo año.
Se pensó que, en vez de un crimen, pudo tratarse de un suicidio, pues se descubrió aquel cuerpo colgado por el cuello atado con un pañuelo de la propia víctima.
Varios testigos vieron a Rose Milet practicando su oficio la noche anterior a su deceso, y en la madrugada siguiente la policía encontró su cadáver en Clarke´s Yard, en la calle Poplar de Whitechapel. Según la autopsia, falleció a consecuencia de la sofocación provocada por estrangulamiento.
Quienes pensaron que fue un homicidio, especularon que su victimario la ahorcó con una gruesa cuerda de embalar, y luego montó la escena anudándole el pañuelo para hacer creer que la mujer se había auto eliminado.
Al médico forense George Bagster Phillips, le extrañó que la occisa tuviese su boca cerrada con la lengua adentro cuando fue hallada. De ser un ahorcamiento por suicidio, lo usual es que la lengua asomara fuera de los labios debido a la comprensión de la laringe, según explicó este galeno cuando declaró en la subsiguiente encuesta judicial realizada con razón de aquel fallecimiento. Sin embargo, ni este cirujano, ni los restantes peritos deponentes, afirmaron con contundencia que el final de Rose necesariamente hubiese tenido como causa su homicidio.
Empero, el mencionado dato aboga por una muerte ocasionada mediante estrangulación a lazo en torno al cuello, donde se comprimen la carótida y las venas yugulares, lo cual descartaría la hipótesis del suicidio, conforme destaca la autora Patricia Cornwell.

### Víctimas canónicas
- Mary Ann Nichols (31 de agosto de 1888)
- Annie Chapman (8 de septiembre de 1888)
- Elizabeth Stride (30 de septiembre de 1888)
- Catherine Eddowes (30 de septiembre de 1888)
- Mary Jane Kelly (9 de noviembre de 1888)

### Otras víctimas de Whitechapel
- Emma Elizabeth Smith (4 de abril de 1888)
- Martha Tabram (7 de agosto de 1888)
- Alice McKenzie (17 de julio de 1889)
- El torso de la calle Pinchin (10 de septiembre de 1889)
- Frances Coles (13 de febrero de 1891)